# TT60

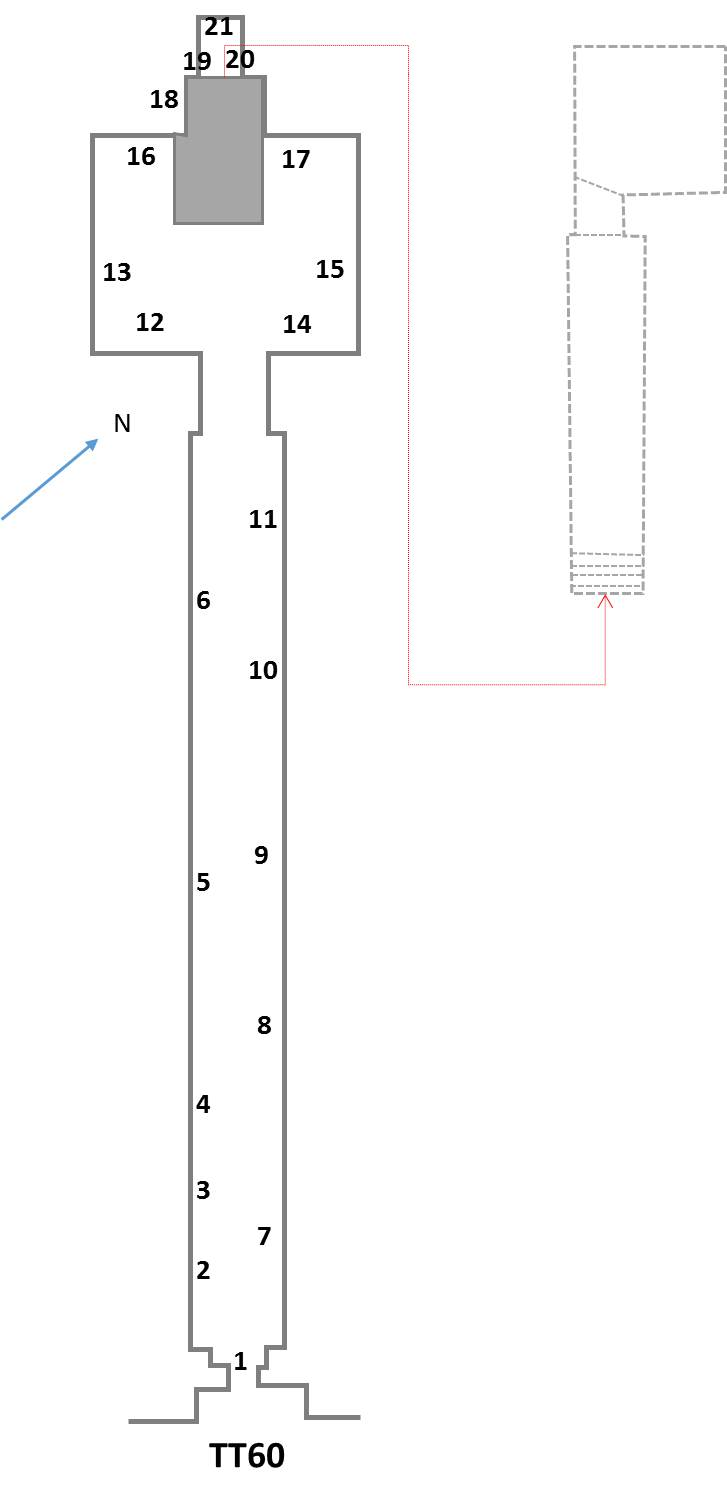
Plan der Grabkapelle und Grabkammer

Das Grab TT60 (TT steht für Theban Tomb, thebanisches Grab) befindet sich in der Nekropole von Theben beim heutigen Luxor. Das Grab gehört der Senet, der Mutter des Wesirs Antefiqer, der unter König (Pharao) Sesostris I. im Amt war. Die in den Felsen gehauene Grabkapelle ist ausgemalt, die darunter liegende Grabkammer ist wie für diese Zeit üblich undekoriert. Die Grabkapelle besteht aus einem langen Gang und einem Kultraum (Naos) an dessen Ende.
Auf der Nordwand des Kapellenganges war einst Antefiqer zweimal dargestellt, wie er in den Marschen jagt. Er stand jeweils auf einem Boot, doch ist seine Figur schon in der Antike ausradiert worden. Auf derselben Wand sieht man Arbeiter bei der Jagd in den Marschen und Bauern beim Bestellen der Felder. Eine weitere Szene auf dieser Wand zeigt Antefiqer bei der Jagd in der Wüste, wobei diesmal seine Figur erhalten ist. Auf derselben Wand sind Diener in der Küche dargestellt. Ganz rechts auf der Wand sieht man Senet und vor ihr Antefiqer stehend, vor ihnen sieht man in vier Registern diverse Opfergaben.
Auf der Südwand war König Sesostris I. dargestellt, doch ist seine Figur so gut wie verschwunden, nur Teile seines Thronnamens, Cheperkare, sind erhalten. Auf derselben Wand sieht man Senet und Antefiqer auf der Fahrt nach Abydos. Es ist ein Begräbniszug dargestellt. Am Ende der Wand, ganz rechts, sieht man Senet sitzend. Vor ihr befand sich eine Figur des Antefiqer, die aber vollkommen rot übermalt ist.
Der innere Naos der Grabkapelle zeigt vor allem Totenrituale. Es sind Opfergabenträger dargestellt, Sänger mit einer Harfe, es gibt eine Opferliste und auf der Westwand das Bild der Senet vor einem Opfertisch. Hier befindet sich auch eine Scheintür, die jedoch schlecht erhalten ist.
Das Grab der Senet ist das bisher größte bekannte Grab einer nichtköniglichen Frau des Mittleren Reiches. Die Forschung geht davon aus, dass es zunächst für Antefiqer hergerichtet wurde. Dieser ließ jedoch ein neues Grab in el-Lischt errichten, nachdem die Hauptstadt am Beginn der 12. Dynastie nach Norden umgezogen war. Daraufhin übergab er das Grab seiner Mutter, für die es dann ausgemalt wurde.